# イランの世界遺産
イランの世界遺産（イランのせかいいさん）はユネスコの世界遺産に登録されているイランの文化・自然遺産の一覧。
※この項目はウィキプロジェクト 世界遺産に準じて作成されています。

## 登録遺産の一覧
| 番号 | 遺産名                                                       | 画像 | 位置 | 登録基準                       | 面積 (ha) | 登録年 |
| ---- | ------------------------------------------------------------ | ---- | --- | ------------------------------ | --------- | ------ |
| 113  | チョガ・ザンビール                                           |      | フーゼスターン州 北緯32度05分00秒 東経48度32分00秒 / 北緯32.08333度 東経48.53333度                                                                                    | 文化遺産: (iii)(iv)            | -         | 1979   |
| 114  | ペルセポリス                                                 |      | ファールス州 北緯29度56分04秒 東経52度53分25秒 / 北緯29.93444度 東経52.89028度                                                                                        | 文化遺産: (i)(iii)(vi)         | 12.5      | 1979   |
| 115  | エスファハーンのイマーム広場                                 |      | エスファハーン州エスファハン 北緯32度39分27秒 東経51度40分40秒 / 北緯32.65750度 東経51.67778度                                                                        | 文化遺産: (i)(v)(vi)           | -         | 1979   |
| 1077 | タフテ・ソレイマーン                                         |      | 西アーザルバーイジャーン州 北緯36度36分14秒 東経47度14分06秒 / 北緯36.60389度 東経47.23500度                                                                          | 文化遺産: (i)(ii)(iii)(iv)(vi) | 10        | 2003   |
| 1106 | パサルガダエ                                                 |      | ファールス州 北緯30度11分38秒 東経53度10分02秒 / 北緯30.19389度 東経53.16722度                                                                                        | 文化遺産: (i)(ii)(iii)(iv)     | 160       | 2004   |
| 1208 | バムとその文化的景観                                         |      | ケルマーン州 北緯29度07分00秒 東経58度22分00秒 / 北緯29.11667度 東経58.36667度                                                                                        | 文化遺産: (ii)(iii)(iv)(v)     | -         | 2004   |
| 1188 | ソルターニーイェ                                             |      | ザンジャーン州 北緯36度26分07秒 東経48度47分48秒 / 北緯36.43528度 東経48.79667度                                                                                      | 文化遺産: (ii)(iii)(iv)        | 790       | 2005   |
| 1222 | ベヒストゥン                                                 |      | ケルマーンシャー州 北緯34度23分18秒 東経47度26分12秒 / 北緯34.38833度 東経47.43667度                                                                                  | 文化遺産: (ii)(iii)            | 187       | 2006   |
| 1262 | イランのアルメニア人修道院建造物群                           |      | 西アーザルバーイジャーン州 北緯38度58分44秒 東経45度28分24秒 / 北緯38.97889度 東経45.47333度                                                                          | 文化遺産: (ii)(iii)(vi)        | 129       | 2008   |
| 1315 | シューシュタルの歴史的水利施設                               |      | フーゼスターン州 北緯32度01分07秒 東経48度50分09秒 / 北緯32.01861度 東経48.83583度                                                                                    | 文化遺産: (i)(ii)(v)           | 240       | 2009   |
| 1345 | アルダビールのシャイフ・サフィーアッディーン廟の歴史的建造物 |      | アルダビール州 北緯38度14分55秒 東経48度17分29秒 / 北緯38.24861度 東経48.29139度                                                                                      | 文化遺産: (i)(ii)(iv)          | 2         | 2010   |
| 1346 | タブリーズの歴史的バザール施設                               |      | 東アーザルバーイジャーン州 北緯38度04分53秒 東経46度17分35秒 / 北緯38.08139度 東経46.29306度                                                                          | 文化遺産: (ii)(iii)(iv)        | 29        | 2010   |
| 1372 | ペルシャ式庭園                                               |      | ファールス州 ケルマーン州 ラザヴィー・ホラーサーン州 ヤズド州 マーザンダラーン州 エスファハーン州                                                                     | 文化遺産: (i)(ii)(iii)(iv)(vi) | 716       | 2011   |
| 1397 | エスファハーンのマスジェデ・ジャーメ                         |      | エスファハーン州エスファハン 北緯32度40分11秒 東経51度41分07秒 / 北緯32.66972度 東経51.68528度                                                                        | 文化遺産: (ii)                 | 2.0756    | 2012   |
| 1398 | ゴンバデ・カーブース                                         |      | ゴレスターン州 北緯37度15分29秒 東経55度10分08秒 / 北緯37.25806度 東経55.16889度                                                                                      | 文化遺産: (i)(ii)(iii)(iv)     | 1         | 2012   |
| 1422 | ゴレスターン宮殿                                             |      | テヘラン州 北緯35度40分47秒 東経51度25分13秒 / 北緯35.67972度 東経51.42028度                                                                                          | 文化遺産: (ii)(iii)(iv)        | 5.3       | 2013   |
| 1456 | シャフリ・ソフタ                                             |      | スィースターン・バルーチェスターン州 北緯30度35分38秒 東経61度19分40秒 / 北緯30.59389度 東経61.32778度                                                                | 文化遺産: (ii)(iii)(iv)        | 275       | 2014   |
| 1423 | メイマンドの文化的景観                                       |      | ケルマーン州 北緯30度10分05秒 東経55度22分32秒 / 北緯30.16806度 東経55.37556度                                                                                        | 文化遺産: (v)                  | 4954      | 2015   |
| 1455 | スーサ                                                       |      | フーゼスターン州 北緯32度11分22秒 東経48度15分22秒 / 北緯32.18944度 東経48.25611度                                                                                    | 文化遺産: (i)(ii)(iii)(iv)     | 350       | 2015   |
| 1505 | ルート砂漠                                                   |      | ケルマーン州 スィースターン・バルーチェスターン州 北緯30度12分58秒 東経58度50分20秒 / 北緯30.21611度 東経58.83889度                                                   | 自然遺産: (vii)(viii)          | 2278012   | 2016   |
| 1506 | ペルシア式カナート                                           |      | ケルマーン州 ラザヴィー・ホラーサーン州 南ホラーサーン州 ヤズド州 エスファハーン州 マルキャズィー州 北緯34度17分24秒 東経58度39分16秒 / 北緯34.29000度 東経58.65444度 | 文化遺産: (iii)(iv)            | -         | 2016   |
| 1544 | ヤズドの歴史都市                                             |      | ヤズド州ヤズド 北緯31度53分50秒 東経54度22分4秒 / 北緯31.89722度 東経54.36778度                                                                                       | 文化遺産: (iii)(v)             | 195.67    | 2017   |
| 1568 | ファールス地方のサーサーン朝考古景観                         |      | ファールス州 北緯29度46分39秒 東経51度34分14秒 / 北緯29.77750度 東経51.57056度                                                                                        | 文化遺産: (ii)(iii)(v)         | 639.3     | 2018   |
| 1584 | ヒルカニアの森林群                                           |      | ゴレスターン州 マーザンダラーン州 ギーラーン州 北緯37度25分17.3秒 東経55度43分27.4秒 / 北緯37.421472度 東経55.724278度                                                | 自然遺産: (ix)                 | 129484.74 | 2019   |
| 1585 | イラン縦貫鉄道                                               |      | マーザンダラーン州 テヘラン州 フーゼスターン州 | 文化遺産:(ii)(iv)              | 5784      | 2021   |
| 1647 | ハウラマン／ウラマナトの文化的景観                           |      | コルデスターン州 | 文化遺産:(iii)(v)              | 106307    | 2021   |

### 暫定リスト
登録されている界遺産に加えて、加盟国は、推薦を検討する可能性のある暫定リストを作成することができる。世界遺産への推薦は、それ以前に暫定リストに入っていた場合にのみ受け付けられる。 2018年2月の時点で、イランは暫定リストに56件を掲載している。
| 遺産名                                       | 画像 | 位置                                                                   | 登録基準                              | 登録年月日    |
| -------------------------------------------- | ---- | ---------------------------------------------------------------------- | ------------------------------------- | ------------- |
| アリー・サドル洞窟                           |      | ハマダーン州                                                           | 自然遺産： (vii)(viii)(ix) 5220       | 2007年9月8日  |
| アラスバーラーン保護区                       |      | アーザルバーイジャーン                                                 | 自然遺産： (vii)(viii)(ix)(x) 5217    | 2007年9月8日  |
| イランの 風車                                |      | ラザヴィー・ホラーサーン州 スィースターン・バルーチェスターン州        | 文化遺産： (i)(ii)(iv)(v) 6192        | 2017年2月2日  |
| バスターム・ハルガーン                       |      |                                                                        | 文化遺産： (ii)(iii)(iv) 5198         | 2007年9月8日  |
| ラールのゲイサリーエ・バザール               |      | ファールス州                                                           | 文化遺産： (i)(ii)(iii)(vi) 5196      | 2007年9月8日  |
| アラムート山の文化的景観                     |      | ガズヴィーン州                                                         | 複合遺産： (ii)(iv)(v)(vi)(viii) 5206 | 2007年9月8日  |
| ダマーヴァンド山                             |      | マーザンダラーン州                                                     | 自然遺産: (vii)(viii)(ix)(x) 5278     | 2008年2月5日  |
| フィールーズ・アーバード                     |      | ファールス州                                                           | 文化遺産: 893                         | 1997年5月22日 |
| ホラーサーンのガズナヴィー・セルジューキヤン |      | ホラーサーン                                                           | 文化遺産: (i)(ii)(iii)(iv) 5211       | 2007年9月8日  |
| ハームーン湖                                 |      | スィースターン・バルーチェスターン州                                   | 自然遺産: (vii)(viii)(ix)(x) 5276     | 2008年2月5日  |
| ハラー保護区                                 |      | ホルモズガーン州                                                       | 文化遺産: (vii)(viii)(ix)(x) 5277     | 2008年2月5日  |
| エクバタナ                                   |      | ハマダーン州                                                           | 文化遺産: (i)(ii)(iii)(iv) 5272       | 2008年2月5日  |
| ガスレ・シーリーン                           |      | ケルマーンシャー州                                                     | 文化遺産: 889                         | 1997年5月22日 |
| キャンガーヴァルのアナーヒーター寺院         |      | ケルマーンシャー州                                                     | 文化遺産: (iii) 5189                  | 2007年9月8日  |
| イマーム・レザー廟                           |      | ラザヴィー・ホラーサーン州                                             | 文化遺産: (i)(ii)(iii)(iv)(vi) 6194   | 2017年2月2日  |
| イラン中央高原における繊維産業遺産           |      | ケルマーン州、エスファハーン州、ヤズド州                               | 文化遺産: (i)(ii)(iii)(iv) 6196       | 2017年2月2日  |
| ジャーメ・モスク                             |      | エスファハーン州                                                       | 文化遺産: 888                         | 1997年5月22日 |
| ジーロフト                                   |      | ケルマーン州                                                           | 文化遺産: (ii)(iii)(v)(vi) 5210       | 2007年9月8日  |
| タブリーズのブルー・モスク                   |      | 東アーザルバーイジャーン州                                             | 文化遺産: (i)(ii)(iii)(iv) 5202       |               |
| ケルマーンの歴史的・文化的建築物             |      | ケルマーン州                                                           | 文化遺産: (i)(ii)(iii)(iv)(vi) 5271   | 2008年2月5日  |
| ハブル国立公園とルーチューン野生保護区       |      | ケルマーン州                                                           | 文化遺産: (vii)(viii)(ix)(x) 5219     | 2007年9月8日  |
| ホッラムアーバード渓谷                       |      | ロレスターン州                                                         | 文化遺産: (i)(iii)(iv)(v) 5209        | 2007年9月8日  |
| ハージェ山                                   |      | スィースターン・バルーチェスターン州                                   | 文化遺産: (ii)(iii)(iv) 5184          | 2007年9月8日  |
| ナグシェ・ロスタムとナグシェ・ラジャブ       |      | ファールス州                                                           | 文化遺産: 598                         | 1997年5月22日 |
| 自然・歴史遺産集合体 / カーラーフトゥー洞窟  |      | コルデスターン州                                                       | 複合遺産：                            | 2017年2月2日  |
| ペルセポリスと関連する建築群                 |      | ファールス州                                                           | 文化遺産:                             | 2007年9月8日  |
| ペルシア式キャラバンサライ                   |      | ラザヴィー・ホラーサーン州、エスファハーン州、ヤズド州                 | 文化遺産:                             | 2017年2月2日  |
| ゲシュム島                                   |      | ホルモズガーン州                                                       | 自然遺産:                             | 2007年9月8日  |
| サバラーン                                   |      | アルダビール州                                                         | 自然遺産: 5218                        | 2007年9月8日  |
| イランの岩塩ドーム                           |      | ファールス州、ブーシェフル州、ホルモズガーン州、ゴム州、ザンジャーン州 | 自然遺産:                             | 2017年2月2日  |
| スーサ                                       |      | フーゼスターン州                                                       | 文化遺産: 894                         | 1997年5月22日 |
| 絹の道（シルク・ロード）                     |      | ホラーサーン                                                           | 文化遺産: (i)                         | 2008年2月5日  |
| テペ・シアルク                               |      | エスファハーン州                                                       | 文化遺産:                             | 1997年5月22日 |
| ターゲ・ボスターン                           |      | ケルマーンシャー州                                                     | 文化遺産:                             | 2007年9月8日  |
| 歴史的橋梁の集合体                           |      | ロレスターン州                                                         | 文化遺産:                             | 2008年2月5日  |
| イーザドハースト                             |      | ファールス州                                                           | 文化遺産:                             | 2007年9月8日  |
| ラムサールの文化的・自然景観                 |      | マーザンダラーン州                                                     | 複合遺産：                            | 2007年9月8日  |
| ゴルガーンの壁                               |      | ゴレスターン州                                                         | 文化遺産:                             | 2017年2月2日  |
| マースーレ村                                 |      | ギーラーン州                                                           | 文化遺産:                             | 2007年9月8日  |
| メイボド市                                   |      | ヤズド州                                                               | 文化遺産:                             | 2007年9月8日  |
| スィ―ラーフ港                                |      | ブーシェフル州                                                         | 文化遺産: (v)                         | 2007年9月8日  |
| ダームガーン                                 |      | セムナーン州                                                           | 文化遺産: (ii)(iii)(iv)(v)            | 2007年9月8日  |
| アブヤーネ村                                 |      | エスファハーン州                                                       | 文化遺産: (ii)(iii)(iv)               | 2007年9月8日  |
| アーガーボゾルグモスク                       |      | エスファハーン州                                                       | 文化遺産: (i)(ii)(iii)(iv)(vi)        | 2007年9月8日  |
| イーゼの自然・歴史的景観                     |      | フーゼスターン州                                                       | 文化遺産: (i)(ii)(iii)(iv)(v)(vi)     | 2008年2月5日  |
| イラン中央高原のペルシア式家屋               |      | エスファハーン州、ヤズド州                                             | 文化遺産: (ii)(iv)(v)(vi)             | 2017年2月2日  |
| ファールス州のザンディエ建築群               |      | ファールス州                                                           | 文化遺産: (vi) 5270                   | 2008年2月5日  |
| トゥーラーン生物圏保護区                     |      | セムナーン州                                                           | 自然遺産: (x) 5275                    | 2008年2月5日  |
| トゥースの文化的景観                         |      | ホラーサーン                                                           | 文化遺産: (iii)(iv)(vi) 5203          | 2007年9月8日  |
| テヘラン大学                                 |      | テヘラン州                                                             | 文化遺産: (ii)(vi) 6201               | 2017年2月2日  |
| ゾーザーン                                   |      | ホラーサーン                                                           | 文化遺産: (ii)(iii)(iv) 5208          | 2007年9月8日  |

## 参考資料
1. ↑  “Tentative Lists”.  UNESCO. 2010年10月7日閲覧。